# WWE TLC: 테이블스, 래더스 & 체어스
TLC: 테이블스, 래더스 & 체어스 (Table,Ladder & Chairs)는 기존 프로레슬링 경기에 테이블, 사다리, 의자를 접목시킨 경기방식이며 사다리를 이용하여 공중에 매달려 있는 타이틀을 먼저 따내는 사람이 이기는 경기방식과, 별도의 타이틀이 걸려있지 않은 일반 경기시 핀 폴 혹은 서브미션으로 이길 수 있는 경기방식이 채택되어 열리고 있다. 2000년 섬머슬램에 최초로 시행되었던 이 경기는 현재 WWE에서 12월에 페이 퍼 뷰 이름으로 도입되어 시행되고 있다. WWE가 2016년 7월 다시 RAW와 스맥다운을 분리하기로 결정함에 따라 같은 해 12월 스맥다운 브랜드 독점 PPV로 다시 개최했고 2017년 10월 WWE 러 브렌드 독점 PPV로 개최되었다.

## 개최지
| 날짜             | 개최한 곳        | 경기장                   | 관중수      | 메인 이벤트 |
| ---------------- | ---------------- | ------------------------ | ----------- | --- |
| 2009년 12월 13일 | 샌안토니오       | AT&T 센터                | 15,226      | D-제너레이션 X (트리플 H & 숀 마이클스) vs. 제리 쇼 (크리스 제리코 & 빅 쇼) (WWE 통합 태그팀 챔피언십, 테이블, 레더, 체어 매치)   |
| 2010년 12월 19일 | 휴스턴           | 도요타 센터              | 11,500      | 존 시나 vs. 웨이드 배럿 (체어 매치)                                                                                               |
| 2011년 12월 18일 | 볼티모어         | 퍼스트 매리너 아레나     | 9,000       | CM 펑크 vs. 더 미즈 vs. 알베르토 델 리오 (WWE 챔피언십, 트리플 쓰렛 테이블, 레더, 체어 매치)                                      |
| 2012년 12월 16일 | 브루클린         | 바클레이스 센터          | 15,748      | 돌프 지글러 vs. 존 시나 (월드 헤비웨이트 챔피언십 머니 인 더 뱅크 레더 매치)                                                      |
| 2013년 12월 15일 | 휴스턴           | 도요타 센터              | 14,120      | 랜디 오턴 (WWE 챔피언) vs. 존 시나 (월드 헤비웨이트 챔피언) (WWE & 월드 헤비웨이트 챔피언십, 테이블, 레더, 체어 매치)             |
| 2014년 12월 14일 | 클리블랜드       | 퀴큰 론즈 아레나         | 14,000      | 브레이 와이엇 vs. 딘 앰브로즈 (테이블, 레더, 체어 매치)                                                                           |
| 2015년 12월 13일 | 보스턴           | 토론토 도미니온 은행가든 | 14,903      | 셰이머스 vs. 로만 레인즈 (WWE 챔피언십, 테이블, 레더, 체어 매치)                                                                  |
| 2016년 12월 4일  | 댈러스           | 아메리칸 에어라인스 센터 | 16,875      | AJ 스타일스 vs. 딘 앰브로즈 (WWE 챔피언십, 테이블, 레더, 체어 매치)                                                               |
| 2017년 10월 22일 | 미니애폴리스     | 타깃 센터                | 13,381      | 커트 앵글 & 세스 롤린스 & 딘 앰브로즈 vs. 더 미즈 & 셰이머스 & 세자로 & 케인 & 브라운 스트로우먼 (핸디캡 테이블, 레더, 체어 매치) |
| 2018년 12월 16일 | 새너제이         | SAP 센터 앳 새너제이     | 13,408      | 베키 린치 vs. 샬럿 플레어 vs. 아스카 (WWE 스맥다운 위민스 챔피언십, 테이블, 레더, 체어 매치)                                      |
| 2019년 12월 15일 | 미니애폴리스     | 타깃 센터                |             | 가부키 워리어즈 (카이리 세인 & 아스카) vs. 베키 린치 & 샬럿 플레어 (WWE 위민스 태그팀 챔피언십, 테이블, 레더, 체어 매치)          |
| 2020년 12월 20일 | 세인트피터즈버그 | 트로피카나 필드          | 무관중 경기 | 랜디 오턴 vs. 브레이 와이엇 (파이어플라이 인페르노 매치)                                                                          |

## 역대 경기 목록
| 날짜             | 장소             | 이벤트명       | 승자                                              | 패자                                                                       | 타이틀                                                                                                |
| ---------------- | ---------------- | -------------- | ------------------------------------------------- | -------------------------------------------------------------------------- | --- |
| 2000년 8월 27일  | 롤리             | 서머슬램       | 에지 & 크리스챤                                   | 더들리 보이즈 하디 보이즈                                                  | WWE 월드 태그팀 챔피언십                                                                              |
| 2001년 4월 1일   | 휴스턴           | 레슬마니아     | 에지 & 크리스챤                                   | 더들리 보이즈 하디 보이즈                                                  | WWE 월드 태그팀 챔피언십                                                                              |
| 2001년 5월 24일  | 애너하임         | 스맥다운       | 크리스 벤와 & 크리스 제리코                       | 에지 & 크리스챤 더들리 보이즈 하디 보이즈                                  | WWE 월드 태그팀 챔피언십                                                                              |
| 2002년 10월 7일  | 라스베이거스     | 러             | 케인 & 허리케인                                   | 크리스 제리코 & 크리스챤 버버레이 더들리 & 스파이크 더들리 제프 하디 & RVD | WWE 월드 태그팀 챔피언십                                                                              |
| 2006년 1월 16일  | 롤리             | 러             | 에지                                              | 릭 플레어                                                                  | WWE 챔피언십                                                                                          |
| 2006년 9월 17일  | 토론토           | 언포기븐       | 존 시나                                           | 에지                                                                       | WWE 챔피언십                                                                                          |
| 2008년 6월 1일   | 샌디에이고       | 원 나잇 스탠드 | 에지                                              | 언더테이커                                                                 | 월드 헤비웨이트 챔피언십                                                                              |
| 2009년 8월 23일  | 로스앤젤레스     | 서머슬램       | CM 펑크                                           | 제프 하디                                                                  | 월드 헤비웨이트 챔피언십                                                                              |
| 2009년 12월 13일 | 샌안토니오       | TLC            | 트리플 H & 숀 마이클스                            | 크리스 제리코 & 빅쇼                                                       | WWE 통합 태그팀 챔피언십                                                                              |
| 2010년 11월 29일 | 필라델피아       | 러             | 더 미즈                                           | 제리 롤러                                                                  | WWE 챔피언십                                                                                          |
| 2010년 12월 19일 | 휴스턴           | TLC            | 에지                                              | 케인 알베르토 델 리오 레이 미스테리오                                      | 월드 헤비웨이트 챔피언십                                                                              |
| 2011년 12월 18일 | 볼티모어         | TLC            | CM 펑크                                           | 알베르토 델 리오 더 미즈                                                   | WWE 챔피언십                                                                                          |
| 2012년 12월 16일 | 브루클린         | TLC            | 더 쉴드 (로만 레인즈 & 딘 엠브로스 & 세스 롤린스) | 케인 & 대니얼 브라이언 & 라이백                                            | 빈칸                                                                                                  |
| 2013년 1월 7일   | 탬파             | 러             | CM 펑크                                           | 라이백                                                                     | WWE 챔피언십                                                                                          |
| 2013년 12월 15일 | 휴스턴           | TLC            | 랜디 오턴                                         | 존 시나                                                                    | WWE 챔피언십 & 월드 헤비웨이트 챔피언십                                                               |
| 2014년 5월 4일   | 이스트러더퍼드   | 익스트림 룰즈  | 엘 토리토                                         | 혼스워글                                                                   | WeeLC 매치                                                                                            |
| 2014년 12월 14일 | 클리블랜드       | TLC            | 브레이 와이엇                                     | 딘 엠브로스                                                                | 빈칸                                                                                                  |
| 2015년 12월 13일 | 보스턴           | TLC            | 셰이머스                                          | 로만 레인즈                                                                | WWE 챔피언십                                                                                          |
| 2016년 12월 4일  | 댈러스           | TLC            | AJ 스타일스                                       | 딘 엠브로스                                                                | WWE 챔피언십                                                                                          |
| 2017년 10월 22일 | 미니애폴리스     | TLC            | 커트 앵글 & 세스 롤린스 & 딘 엠브로스             | 더 미즈 & 셰이머스 & 세자로 & 케인 & 브라운 스트로우먼                     | 빈칸                                                                                                  |
| 2018년 12월 10일 | 샌디에고         | RAW            | 세스 롤린스                                       | 배런 코빈                                                                  | WWE 인터콘티넨털 챔피언십                                                                             |
| 2018년 12월 16일 | 새너제이         | TLC            | 브라운 스트로우먼                                 | 배런 코빈                                                                  | 브라운 스트로우먼이 이기면 로얄 럼블에서 유니버셜 챔피언십에 도전, 배런 코빈이 이기면 단장 자리 유지. |
| 2018년 12월 16일 | 새너제이         | TLC            | 아스카                                            | 베키 린치 샬럿 플레어                                                      | WWE 스맥다운 위민스 챔피언십                                                                          |
| 2019년 12월 15일 | 미니애폴리스     | TLC            | 킹 코빈                                           | 로만 레인즈                                                                | 빈칸                                                                                                  |
| 2019년 12월 15일 | 미니애폴리스     | TLC            | 가부키 워리어즈                                   | 베키 린치 & 샬럿 플레어                                                    | WWE 위민스 태그팀 챔피언십                                                                            |
| 2020년 12월 20일 | 세인트피터즈버그 | TLC            | 드루 매킨타이어                                   | AJ 스타일스 더 미즈                                                        | WWE 챔피언십                                                                                          |
| 2020년 12월 20일 | 세인트피터즈버그 | TLC            | 로만 레인즈                                       | 케빈 오웬스                                                                | WWE 유니버셜 챔피언십                                                                                 |
| 2025년 4월 25일  | 포트워스         | 스맥다운       | 스트리트 프로피츠                                 | 모터 시티 머신 건즈 #DIY                                                   | WWE 태그팀 챔피언십                                                                                   |
| 2025년 8월 3일   | 이스트러더퍼드   | 서머슬램       | 와이어트 식스 (덱스터 루미스 & 조 게이시)         | 스트리트 프로피츠 모터 시티 머신 건즈 #DIY 프렉시엄 안드라데 & 레이 페닉스 | WWE 태그팀 챔피언십                                                                                   |

## 뒷 이야기들
- 2002년
  - 러에서 열렸던 TLC 경기에서는 케인과 함께 참가하기로 하였던 허리케인이 백스테이지에서 공격을 받아 경기를 참가할 수 없게 되었고, 케인은 파트너 없이 혼자서 경기를 하여 승리를 거두었다.

- 2008년
  - 원 나잇 스탠드에서 열렸던 언더테이커와 에지의 경기에서는 언더테이커가 패배할 시 WWE에서 해고된다는 조항이 포함되었다. 그리고 언더테이커는 에지에게 패배하며 한동안 WWE에 나올 수 없었다.

- 2010년
  - 4인 경기로 열렸던 TLC 경기는 당초 에지와 케인의 1 vs 1 경기로 진행될 예정이었으나 WWE가 두 선수만의 경기로 치를 경우 경기력이 떨어질 것을 우려하여 알베르토 델 리오와 레이 미스테리오가 개입하여 4인 경기로 변화되었다. 한편 알베르토 델 리오와 레이 미스테리오는 같은 날 1 vs 1 체어경기를 진행될 예정이었다.

- 2011년
  - 3인 경기로 열렸던 TLC 경기는 존 시나가 포함되어 4인 경기로 진행될 예정이었으나 존 시나가 본인의 TLC 경기를 포기하는 조건으로 잭 라이더에게 US 챔피언십에 도전할 수 있는 기회를 주며 3인 경기로 변화되었다.

- 2012년
  - 이때 열린 TLC 경기는 당초 CM 펑크와 라이백의 1 vs 1 경기로 진행될 예정이었으나 CM 펑크의 부상을 이유로 열리지 못하였고 더 쉴드 (로만 레인즈 & 세스 롤린스 & 딘 앰브로즈) 와 케인 & 대니얼 브라이언 & 라이백의 6인 태그팀 경기로 변경되었다. 또한 이 경기는 원래의 사다리를 이용하여 공중의 타이틀을 따는 방식이 아닌 핀 폴과 서브미션으로만 승자가 나올 수 있도록 일시적인 규정 변화가 있었다. 한편, 이 날 열리지 못한 CM 펑크와 라이백의 TLC 경기는 2013년 1월 7일 러에서 열렸다.

- 2013년
  - 이 때 열린 TLC 경기는 당시 WWE 챔피언 랜디 오턴과 월드 헤비급 챔피언 존 시나 두 선수 모두가 자신의 챔피언 타이틀을 걸며 WWE 월드 헤비웨이트 챔피언십이란 명명하에 치러졌다. 이 경기에서는 랜디 오턴이 승리를 거두며 WWE 월드 헤비웨이트 챔피언이 되는데 성공하였다.

- 2018년
  - 이 때 최초로 여성 TLC 경기가 열렸다. (베키 린치 vs 샬럿 플레어 vs 아스카 - WWE 스맥다운 위민스 챔피언십 경기)